# Arctiopais ambusta
Arctiopais ambusta är en fjärilsart som beskrevs av Paul Mabille 1881. Arctiopais ambusta ingår i släktet Arctiopais och familjen nattflyn. Inga underarter finns listade i Catalogue of Life.